# Кордушевци
Кордушевци (хрв. Korduševci) су насељено место у општини Буковље, Бродско-посавска жупанија, Хрватска.

## Историја
До територијалне реорганизације у Хрватској били су у саставу старе општине Славонски Брод.

## Становништво
У попису становништва из 2011. године, Кордушевци су имали 161 становника.
| Број становника према пописима | Број становника према пописима | Број становника према пописима | Број становника према пописима | Број становника према пописима | Број становника према пописима | Број становника према пописима | Број становника према пописима | Број становника према пописима | Број становника према пописима | Број становника према пописима | Број становника према пописима | Број становника према пописима | Број становника према пописима | Број становника према пописима | Број становника према пописима |
| ------------------------------ | ------------------------------ | ------------------------------ | ------------------------------ | ------------------------------ | ------------------------------ | ------------------------------ | ------------------------------ | ------------------------------ | ------------------------------ | ------------------------------ | ------------------------------ | ------------------------------ | ------------------------------ | ------------------------------ | ------------------------------ |
| 1857                           | 1869                           | 1880                           | 1890                           | 1900                           | 1910                           | 1921                           | 1931                           | 1948                           | 1953                           | 1961                           | 1971                           | 1981                           | 1991                           | 2001                           | 2011                           |
| 136                            | 142                            | 137                            | 187                            | 221                            | 244                            | 267                            | 315                            | 157                            | 313                            | 272                            | 226                            | 200                            | 174                            | 160                            | 161                            |

### Попис1991.
У попису становништва из 1991. године, Кордушевци су имали 174 становника, следећег националног састава:
| Попис 1991.‍  | Попис 1991.‍  | Попис 1991.‍ | Попис 1991.‍ | Попис 1991.‍ |
| ------------ | ------------ | ----------- | ----------- | ----------- |
|              |              |             |             |             |
| Хрвати       | Хрвати       |             | 81          | 46,55%      |
| Срби         | Срби         |             | 73          | 41,95%      |
| Југословени  | Југословени  |             | 19          | 10,91%      |
| неопредељени | неопредељени |             | 1           | 0,57%       |
| укупно: 174  |              |             |             |             |

### Попис1910.
| Кордушевци                                                            | Кордушевци |
| --------------------------------------------------------------------- | --- |
| језик                                                                 | вера |
| укупно: 244 Српски 146 (59,83%) Хрватски 96 (39,34%) остали 2 (0,81%) | <div style="border:solid transparent;position:absolute;width:100px;line-height:0; укупно: 244 Православци 148 (60,65%) Римокатолици 96 (39,34%) - (-%) |